# Berreo
Berreo (llamada oficialmente San Mamede de Berreo) es una parroquia española del municipio de Trazo, en la provincia de La Coruña, Galicia.

## Entidades de población
Entidades de población que forman parte de la parroquia:
- A Aldeavella
- A Barca
- A Irexe (A Igrexa)
- Breixo
- Carabelos
- Nogalláns
- Outeiro (O Outeiro)
- O Ventas do Lengüelle (As Vendas do Lengüelle)
- Vilar (O Vilar)
- Vilasuso

## Demografía
| Gráfica de evolución demográfica de Berreo entre 2000 y 2019 |
|                                                              |
| Datos según el nomenclátor publicado por el INE.             |